# Twintigduizend mijlen onder zee
Twintigduizend mijlen onder zee (Franse titel Vingt mille lieues sous les mers) is een klassieke sciencefiction-roman van de Franse schrijver Jules Verne. De roman werd gepubliceerd in 1870.

## Titel
De lengtemaat die in de titel wordt genoemd, is de leuga, overeenstemmend met een uur gaans. Een metrieke lieue is vier kilometer. 
De afgelegde afstand volgens het boek is inderdaad ongeveer 80 000 kilometer. De lieue die op zee wordt gebruikt, is echter drie zeemijl, ruim 5,5 km.

## Inhoud
Het verhaal begint in 1866. Een mysterieus zeemonster, volgens sommige ooggetuigen een grote narwal, terroriseert de schepen van verschillende landen. Na een aanval op een oceaanschip stelt de Amerikaanse regering een expeditie samen om dit monster op te sporen en te vernietigen. Een van de leden van de expeditie is de Franse professor en marienebioloog Pierre Aronnax. Hij is tevens de verteller van het verhaal. Andere leden van het team zijn Aronnax' onderdanige assistent Conseil (in sommige vertalingen Koenraad), die zijn meester in alles volgt, en de minder fijnbesnaarde Canadese harpoenier Ned Land.
De expeditie vertrekt van Long Island (New York) aan boord van het marineschip Abraham Lincoln. Na een lange zoektocht op de Grote Oceaan wordt het monster gevonden. Het komt tot een treffen tussen het monster en het schip, waarbij het schip zware schade oploopt. De drie protagonisten vallen overboord, en belanden op het monster. Dit monster blijkt tot hun verbazing geen beest te zijn, maar een metalen constructie: het is een onderzeeboot. De drie worden aan boord gehaald, en begroet door de kapitein van de boot, Nemo. Hij vertelt dat de duikboot de naam Nautilus draagt, en een creatie is van hemzelf.

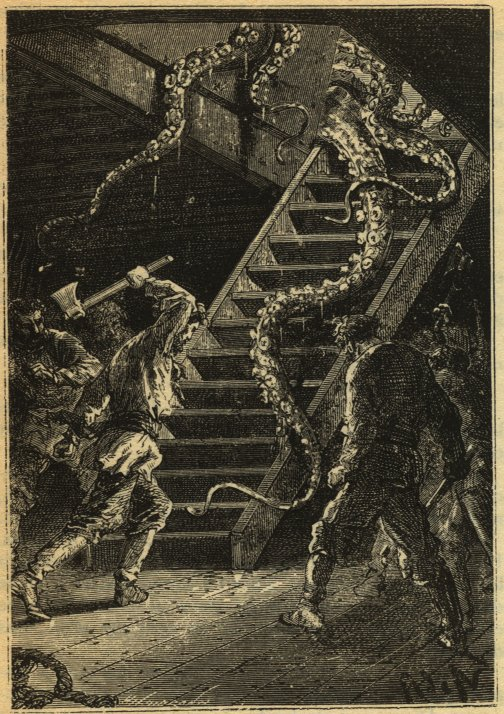
Inktvissen vallen de Nautilus aan

Nemo wil de drie mannen niet laten gaan, want zijn geheim moet bewaard blijven. Overigens worden ze gastvrij behandeld. De rest van het boek beschrijft de reis van de Nautilus door de wereldzeeën. Nemo is een zeer geleerde en zeer rijke man. Hij lijkt te worden gedreven door zowel een honger naar wetenschappelijke kennis als door wraak op de beschaving. Hij heeft gezworen nooit meer een voet op het land te zetten en zijn schip wordt volledig voorzien door de voortbrengselen van de zee. Nemo heeft een aparte zaal met een gigantische eigen bibliotheek. De Nautilus zelf wordt geheel aangedreven door elektriciteit en is voorzien van apparatuur voor nauwkeurig onderzoek op de zeebodem. 
Aronnax maakt het beste van zijn situatie en kan zelfs goed opschieten met Nemo, met wie hij een gemeenschappelijke obsessie voor zeeleven deelt. Conseil volgt zijn meester. Ned Land, de enige van de drie die absoluut niet blij is met hun lot, beschouwt Nemo als zijn vijand en probeert voortdurend pogingen te verzinnen om te ontsnappen. Ned Land blijft echter een eerlijk man en grijpt in als de kapitein door een zeemonster wordt aangevallen.
Met de bemanning buiten Nemo hebben de drie protagonisten vrijwel geen contact. Dit komt deels doordat ze een taal spreken die de drie niet kunnen verstaan, en deels doordat ze zich afstandelijk gedragen. Ook is het goed mogelijk dat de bemanning instructies heeft gekregen zich niet met de drie te bemoeien, hoewel het boek dit nergens expliciet vermeldt. 
De Nautilus begint aan een reis van 80 000 kilometer: van de oceaan nabij Japan via Polynesië naar de Torresstraat, de Indische Oceaan, de Rode Zee, de Middellandse Zee, de Atlantische Oceaan, de Zuidelijke IJszee, de Golfstroom en uiteindelijk de Noorse kust. Op hun reis belandt de groep op veel exotische locaties. Ze gaan op een onderzeese jacht bij het eiland Crespo en worden bijna door de inheemse bevolking van Nieuw-Guinea gedood. Ze bezoeken de parelbank van Ceylon en begraven een bemanningslid in een koraalrif. Ze zien de koralen van de Rode Zee, bezoeken de Zuidpool en het legendarische Atlantis. Nemo toont nog meer van zijn uitvindingen, waaronder duikpakken waarmee de bemanning de zeebodem kan verkennen, en speciale geweren met elektrische kogels. Gaandeweg blijkt ook dat de reis niet zonder gevaar is, bijvoorbeeld wanneer alle ingezetenen onder Zuidpoolijs bekneld raken en bijna stikken door zuurstofgebrek, en later wanneer de Nautilus wordt aangevallen door inktvissen. Tijdens de reis overlijden enkele bemanningsleden. Een raakt bij een aanval op een schip dodelijk gewond aan zijn hoofd, de tweede wordt tijdens het gevecht met de inktvissen door een reuzeninktvis gegrepen.
Uiteindelijk wordt de Nautilus opgespoord en aangevallen door een marineschip. Ondanks aandringen van Aronnax om deze boot te sparen, zet Nemo de aanval in en keldert het schip. Nemo wordt hierna verteerd door schuldgevoel en de waakzaamheid van hem en de bemanning verslapt. Kort hierop belandt de Nautilus in de Moskstraumen-draaikolk voor de kust van Noorwegen. Bij toeval proberen de gevangenen net op dit moment te ontsnappen. Aronnax raakt buiten westen en komt bij in een vissershut op de Lofoten. Het lot van Nemo en zijn bemanning wordt niet onthuld.

## Verwijzingen

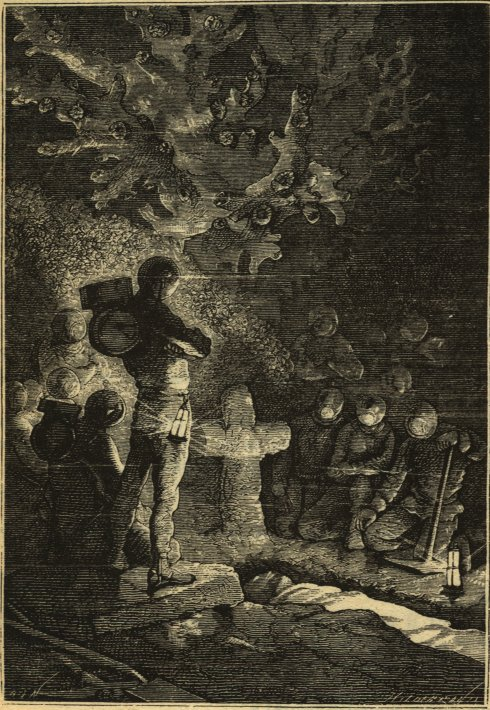
De bemanning van de Nautilus woont een onderzeese begrafenis bij

De naam van de kapitein is een subtiele verwijzing naar Homerus' de Odyssee. In de Odyssee ontmoet Odysseus, ook een kapitein, de cycloop Polyphemos. Wanneer deze Odysseus naar zijn naam vraagt, antwoordt Odysseus met "ουτις", wat te vertalen is met "niemand". In de Latijnse vertaling van de Odyssee wordt deze schuilnaam vertaald als "Nemo".
Commandant Matthew Fontaine Maury, een bekende oceanograaf, wordt in Vernes boek meerdere keren genoemd.
Het boek bevat ook referenties aan drie bekende Fransen: Jean-François de La Pérouse, Jules Dumont d'Urville en Ferdinand de Lesseps. IDe Nautilus bezoekt plaatsen die deze mannen ook bezocht hebben.
Verne nam de naam Nautilus over van de oudste succesvolle duikboot, gebouwd in 1800 door Robert Fulton.
De duikboot uit Vernes verhaal voorspelde vrij nauwkeurig de rol die duikboten later zouden gaan spelen, zoals hun mogelijkheden als militaire wapens en het gevaar dat ze voor normale schepen vormen.
Ook significant in het verhaal is de harde, en voor die tijd revolutionaire, politieke kijk die Kapitein Nemo heeft op de wereld. In het vervolgboek, Het geheimzinnige eiland, wordt onthuld dat Nemo een bestaan op zee ging leiden als gevolg van de Muiterij van Sepoy, waarbij veel van zijn familieleden omkwamen.

## Film- en televisiebewerkingen
- 20000 lieues sous les mers (1907)
- 20,000 Leagues Under the Sea (1916)
- 20,000 Leagues Under the Sea (1952) – een tweedelige bewerking voor de anthologie Tales of Tomorrow.
- 20,000 Leagues Under the Sea (1954)
- Captain Nemo and the Underwater City (1969) – Britse versie met een ander verhaal.
- 20,000 Leagues Under the Sea (1972) - Rankin-Bass-productie
- Twenty Thousand Leagues Under The Sea (1973) – Australische animatiefilm
- The Return of Captain Nemo (1978)  – televisiefilm
- The Black Hole (1979)  – een sciencefictionbewerking van het boek
- 20,000 Leagues Under the Sea (1985)
- 20,000 Leagues Under the Sea (1997)
- 20,000 Leagues Under the Sea (1997)
- Crayola Kids Adventures: 20,000 Leagues Under the Sea (1997)
- The Undersea Adventures of Captain Nemo
- 30,000 Leagues Under the Sea (2007)

## Trivia
In het Suske en Wiske album "Het Minimierennest" komen kapitein Nemo en de duikboot ook voor.